# Krishna Urs
Krishna Raj Urs (Cheshire, Siglo XX) es un diplomático estadounidense que se desempeñó como embajador de Estados Unidos en Perú de 2017 a 2020.

## Primeros años
Urs nació en Cheshire, Connecticut. Es de ascendencia india.
Urs se graduó de Cheshire High School en 1976 antes de asistir a la Universidad de Georgetown, donde obtuvo una licenciatura en servicio exterior en 1980. Urs pasó su tercer año de universidad estudiando en el extranjero en Quito, Ecuador. Recibió una maestría en economía internacional de la Universidad de Texas en 1985.

## Carrera profesional
Urs se ha desempeñado como diplomático de carrera para los Estados Unidos desde 1986. Ha cumplido cargos diplomáticos en México, República Dominicana, Perú, Nicaragua y Bangladés. También se ha desempeñado como oficial de oficina de Pakistán para el Departamento de Estado de los Estados Unidos y trabajó para la Oficina de Asuntos de América Latina y el Caribe del Departamento del Tesoro de los Estados Unidos.
Urs se ha desempeñado como Subsecretario Adjunto de Asuntos de Transporte y Negociador Jefe de Aviación del Gobierno de los Estados Unidos en el Departamento de Estado; como Director en la Oficina de Negociaciones de Aviación en la Oficina de Asuntos Económicos, Energéticos y Comerciales del Departamento de Estado; como Subjefe de Misión y Encargado de Negocios de la Embajada de los Estados Unidos en La Paz, Bolivia; y como Director de la Oficina de Política Económica y Coordinación de Cumbres en la Oficina de Asuntos del Hemisferio Occidental del Departamento de Estado.
En junio de 2014, Urs se convirtió en Subjefe de Misión en la Embajada de Estados Unidos en Madrid. En enero de 2017, fue nombrado encargado de negocios de la misión.
Urs fue confirmado por el Senado de Estados Unidos como el próximo embajador de Estados Unidos en Perú en agosto de 2017. Había sido nominado para el cargo en junio de 2017 por el presidente Donald Trump. Urs presentó sus cartas credenciales al Presidente de Perú el 25 de octubre de 2017. Dejó su cargo el 29 de julio de 2020.
En marzo de 2020, en medio de la pandemia de coronavirus, Urs partió de Perú debido a lo que la embajada llamó "preocupaciones médicas" mientras los ciudadanos estadounidenses todavía estaban varados en el país. Luego se envió a un funcionario del Departamento de Estado diferente a Perú para supervisar la repatriación de ciudadanos estadounidenses varados en Perú.